# Friedrich Neubronn von Eisenburg
Friedrich Emil Anton Freiherr Neubronn von Eisenburg (* 8. August 1838 in Lahr/Schwarzwald; † 13. Juni 1915 in Freiburg im Breisgau) war ein deutscher Richter und Politiker im Großherzogtum Baden.

## Leben
Friedrich war ein Sohn des badischen Kammerherrn und Geheimen Rats Carl Freiherr Neubronn von Eisenburg (1807–1885) und dessen Ehefrau Marie, geborene Freiin Neven von Windschläg (* 1809). Der spätere preußische Generalleutnant Franz Neubronn von Eisenburg (1842–1917) war sein jüngerer Bruder.
Neubronn studierte Rechtswissenschaft an der Ruprecht-Karls-Universität Heidelberg. 1858 wurde er im Corps Suevia Heidelberg aktiv und war später deren Ehrenmitglied.
Nach den Examen trat er in die Rechtspflege des Großherzogtums Baden. Neubronn war als Oberlandesgerichtsrat und Ministerialrat im Justizministerium tätig, wurde 1875 Kammerherr und 1899 als Wirklicher Geheimer Rat Präsident des Oberlandesgerichts Karlsruhe. Er gehörte zunächst der I. und später der II. Kammer der Badischen Ständeversammlung als Abgeordneter an.
Seine am 23. Juni 1870 geschlossene Ehe mit Elisabeth von Stabel (* 1845) blieb kinderlos.